# La Tombe des lucioles
La Tombe des lucioles (火垂るの墓, Hotaru no Haka) est une nouvelle semi-autobiographique publiée par l'écrivain japonais Akiyuki Nosaka en 1967.
Le récit traite de la survie d'un jeune garçon et de sa sœur dans le Kōbe de 1945. Un an après sa sortie, l'auteur reçoit le prix Naoki pour l'écriture de La Tombe des lucioles. L'histoire de Seita et Setsuko est retranscrite à l'écran à travers le film d'animation du Studio Ghibli, Le Tombeau des lucioles, sorti en salle en 1988.

## Présentation
Le récit démarre à la gare du quartier de Sannomiya dans la ville de Kōbe, au Japon. Le jeune Seita, mourant, est prostré dans les murs de la gare où il a trouvé refuge, parmi d'autres sans-abris, peu après la mort de sa sœur.
L'auteur revient ainsi sur la vie des deux enfants que les bombardements de Kobe ont rendu orphelins. Leur père disparait alors qu'il se trouve au combat, sur un navire, tandis que sa femme gravement blessée, finit par s'éteindre, dans le coma, sous les yeux de Seita, à l'école du quartier, transformée en hôpital. Le jeune garçon prend alors soin de dissimuler le décès de leur mère à Setsuko qui finit par comprendre d'elle-même que les enfants sont désormais seuls. À la suite de la perte de leur maison, détruite par le bombardement, et de la mort de leurs parents, Seita et Setsuko sont hébergés chez une cousine de leur père. Cette dernière se montre cruelle tant par la parole que par les actes, ne leur laissant qu'une très maigre part de leur propre ration de nourriture, préférant privilégier ses propres enfants. Elle reproche également à Seita de ne pas travailler pour le pays et de ne pas posséder beaucoup d'argent (son père étant marin, Seita et Setsuko ont hérité d'un petit pécule). Cette tante vole leur part de nourriture pour la donner à ses enfants et troque les vêtements ramenés par Seita contre du riz qu'elle ne donne pas aux enfants. Les deux orphelins décident de partir s'installer dans une caverne, vivant du mince pécule que le jeune garçon était parvenu à réunir ainsi que de vols. Leurs journées sont occupées par l'entretien de leur logis, les baignades dans un lac proche et la recherche de nourriture, ne bénéficiant plus des tickets de rationnement. Les habitants voient clairement la détresse des enfants mais personne ne bouge. Setsuko et son frère vivent à travers leur imagination pour supporter leur quotidien incertain. Tous deux adoptent des lucioles, éclairant leur caverne et leur tenant compagnie.
À mesure que leurs réserves de nourriture s'épuisent, les enfants s'affaiblissent, notamment Setsuko qui ne cesse de maigrir (celle-ci a contracté la gale, sa chevelure est remplie de poux et elle a une diarrhée très aiguë). Seita consacre alors toute son énergie à trouver de quoi faire manger sa sœur. À la fin du mois d'août, Setsuko meurt de dénutrition. Son frère prend soin de sa dépouille puis meurt à son tour un mois plus tard dans une gare de Kōbe souffrant lui aussi de malnutrition.

## Éléments autobiographiques et circonstances d'écriture
Akiyuki Nosaka a écrit La Tombe des lucioles en se référant à sa propre vie : à l'été 1945, l'auteur est âgé de quatorze ans, comme le personnage principal de sa nouvelle, et perd ses parents adoptifs dans le bombardement touchant Kōbe. Il est également amené à voler pour se nourrir ainsi qu'à réunir un peu d'argent par le biais du marché noir. Sa jeune sœur adoptive s'éteint une semaine après la fin de la Seconde Guerre mondiale, le jour même de la levée de la restriction de lumière dans la préfecture de Fukui où se trouve le jeune homme.  C'est pour se libérer de la culpabilité et du traumatisme causés par la mort de sa jeune sœur adoptive que Nosaka entame l'écriture d'Hotaru no Haka.

## À propos du titre original
Le titre japonais du roman n'utilise pas le kanji usuel 蛍 pour le mot luciole (hotaru). L'auteur a fait le choix d'utiliser les deux kanjis et le hiragana 火垂る, qui se prononcent également hotaru, et signifient littéralement « le feu qui tombe goutte à goutte » (en référence aux bombardements dont il est question dans le roman).

## Prolongements
La nouvelle d'Akiyuki Nosaka est adaptée au cinéma par Isao Takahata en 1988. Ce dernier reproduit avec réalisme l'univers de La Tombe des lucioles qu'il transpose dans un film d'animation, qui garde le même titre au Japon : Hotaru no haka. La production du Studio Ghibli est accueillie favorablement par le public.